# John Hamilton (1er vicomte Sumner)
Pour les articles homonymes, voir John Hamilton et Hamilton.
John Andrew Hamilton, 1er vicomte Sumner, est un avocat et juge britannique né le 3 février 1859 à Chorlton-on-Medlock et mort le 24 mai 1934.

## Biographie
John Hamilton étudie à la Manchester Grammar School, puis au Balliol College de l'université d'Oxford. Il entre à l'Inner Temple en 1883, puis au Conseil du Roi en 1901. Il est nommé à la Haute Cour de justice en 1909, puis à la Cour d'appel en 1912 et enfin Law Lord en 1913.
Hamilton participe aux négociations du traité de Versailles aux côtés du banquier Lord Cunliffe. Ensemble, ils forment un duo surnommé « the Heavenly Twins » (« les jumeaux célestes ») qui se distingue en exigeant de lourdes réparations de guerre de l'Allemagne, à l'encontre de l'avis d'économistes comme John Maynard Keynes.
Il est titré baron Sumner (pair à vie) en 1913, puis vicomte Sumner (pair héréditaire) en 1927. Comme il n'a pas d'enfants, le titre s'éteint avec lui.